# Калагоні
Калагоні (груз. კალაგონი) — село в Грузії.
За даними перепису населення 2014 року в селі проживає 33 особи.